# إيليريون

تحديد تقريبيٌّ للإقليم الذي كان يقطنه قوم الإيليريِّين في القدم.

الإيليريُّون (بالإغريقية: Ἰλλυριοί، باللاتينية: Illyrii) هم مجموعة من القبائل الهندية الأوروبية عاشت في العصور القديمة، وقطنوا أجزاءً من غربيّ البلقان وجنوب شرقي شبه الجزيرة الإيطالية. عرف الإغريق والرومان القدماء الإقليم الذي قطنته هذه القبائل باسم إيليريا، وبحسب التعاريف الواردة في كتاباتهم القديمة فقد كان هذا الإقليم يشمل دولة يوغوسلافيا السابقة وأجزاءً من ألبانيا الحديثة، وهي منطقة تمتدُّ ما بين البحر الأدرياتيكي غرباً ونهر درافا شمالاً ونهر مورافا شرقاً ومنبع أوس جنوباً. أتى أول ذكر لقوم الإيليريين في الكتابات القديمة بنصٍّ إغريقي من القرن الرابع قبل الميلاد، كان يتحدث عن المسارات الساحلية في البحر المتوسط.
قد يكون مصطلح «الإيليريين» باستعماله الأصلي الذي درج بين الإغريق القدماء عني بالأصل أن يكون مصطلحاً عمومياً، يشير إلى عددٍ كبير من الأقوام التي سكنت بلداناً بجوار اليونان في جنوب شرقي أوروبا، ومن الصعب الآن معرفة ما إذا كانت هناك روابط لغوية أو ثقافية جمعت هذه الأقوام معاً. في حقيقة الأمر، يعتبر حالياً أن العديد من شعوب إيطاليا القديمة كانت بالأصل أقواماً إيليرية، بحيث يفترض أن تلك الشعوب تبعت سواحل البحر الأدرياتيكي صعوداً من البلقان ثم نزولاً إلى شبه الجزيرة الإيطالية. من الرَّاجح أن تسمية «الإيليريين» كانت لفظاً خارجياً عرفَ الإغريق به هذه الأقوام، لكن من المستبعد أن الإيليريين أنفسهم عرَّفوا أنفسهم على أنهم شيء واحد أو استعملوا مصطلحاً ما لنعت أنفسهم. أما اسم «الإيليريين» نفسه، فمن المحتمل أنه كان اسم أول قبيلة من إقليم إيليريا احتكَّت معها حضارة الإغريق خلال العصر البرونزي، ولذلك عمَّمه هؤلاء على جميع شعوب إيليريا.

## نظرة عامة

### علم أصول الكلمات
قد يشير اسم الإيليريين الذي استخدمه الإغريق القدماء لوصف جيرانهم الشماليين إلى مجموعة واسعة من الشعوب غير محددة التعريف، ومن غير الواضح اليوم إلى أي مدى كانوا متجانسين لغويًا وثقافيًا. إذ لم تُشر القبائل الإيليرية إلى نفسها بشكل جماعي على أنها «الإيليرية»، ومن المحتمل أنهم لم يستخدموا أي مصطلح لوصف أنفسهم بشكل جماعي.
قد يكون مصطلح (إيلوريو) Illyrioi في الأصل يشير إلى شعب واحد ولكنه درج لدى اليونانيين بسبب قربهم من المنطقة. حدث هذا خلال العصر البرونزي، عندما كانت القبائل اليونانية تقطن بجوار القبيلة الإيليرية في أقصى الجنوب في سهل زيتا عند الجبل الأسود (مونتينيغرو). في الواقع، القوم المعروفون باسم إيلوريو احتلوا جزءًا صغيرًا ومحدّدًا من الساحل الأدرياتيكي الجنوبي، حول بحيرة سكيورتاري على الحدود الحديثة بين ألبانيا والجبل الأسود. قد يكون الاسم توسع بعد ذلك ليشير إلى شعوب مختلفة عرقيًا مثل الليبورني والدلماتي واللابودس والبانوني. بكل الأحوال، فإن معظم العلماء المعاصرين على يقين من أن الإيليريين لم يكونوا كيانًا متجانسًا.
أشار بليني الأكبر، في موسوعته التاريخ الطبيعي، إلى «الإيليريين الصحيحين» (Illyrii proprie dicti) على أنهم السكان الأصليون في جنوب دالماتيا الرومانية. وجعل مؤلف الحروب الإيليرية لأبيان هذا الوصف شائعًا على نطاق كبير، إذ ذكر ببساطة أن الإيليريين عاشوا بعد مقدونيا وتراقيا، من شاونيا وثيسبروتيا إلى نهر الدانوب.

### في الميثولوجيا الإغريقية
في الأساطير الإغريقية المتأخرة، كان إيليريوس ابن قدموس وهارمونيا الذي حكم في النهاية إيليريا وأصبح السلف الذي سمُي باسمه كل الشعب الإيليري.
كان لدى إيليريوس مجموعة من الأبناء (إنكيليوس، وأوتاريوس، وداردانيوس، ومايدوس، وتاولاس، وبيرهايبوس) والبنات (بارثو، وداورثو، وداسارو وغيرهن). ومن خلال هذه الذرية نشأت أقوام التاولاناتي، والبارثيني، والدارداني، والإنكيلي، والأوتاري، والداساراتي، والداور. كان لدى أوتاريوس ابن اسمه بانونيوس أو بايون وأنجب أبنين هما سكورديسكوس وتريبالوس. وتقدم نسخة متأخرة من هذا الأنساب الأسطورية كلًا من بوليفيموس وغالاتي على أنهما الوالدان، الذين أنجبا كلتوس وغالاس وإيليريوس، الأشقاء الثلاثة، أسلاف الكلت والغالاتيين والإيليريين.

## الأصول
أدرك العلماء منذ زمن بعيد «وجود صعوبة في إنتاج نظرية واحدة عن التكوين الإثني للإيليريين» نظرًا لطبيعتهم غير المتجانسة. لا تستطيع المعرفة الحديثة الإشارة إلى الإيليريين على أنهم شعب واحد متماسك، بل تتفق على أنهم كانوا مجموعًا من المجتمعات غير المحددة دون أصول مشتركة لم تندمج أبدًا في كيان إثني واحد. وفقًا للغوي روبرت إليزه فإن «مصطلح «الإيليريين» ربما أشار في البداية إلى القبيلة التي احتك بها الإغريق القدماء لأول مرة، ولكنه استُخدم لاحقًا كمصطلح جماعي لمجموعة واسعة من القبائل في المنطقة، على الرغم من أنهم لم يكونوا متجانسين ثقافيًا أو لغويًا على الإطلاق».
يرفض العلماء عمومًا نظريات بان إيليريان (وحدة الإيليريين) الأقدم، وذلك لأنها كانت تستند إلى المفاهيم العنصرية للنوردية (الشمالية) والآرية. لم تجد هذه النظريات المحددة إلا القليل من الإثبات الأثري، إذ لم يُعثر على أي دليل مقنع على حركات هجرة كبيرة من حضارة لوزاتيان إلى غرب البلقان. وبدلاً من ذلك، سلط علماء الآثار من يوغوسلافيا السابقة الضوء على الاستمرارية بين العصر البرونزي والعصر الحديدي اللاحق (خاصة في مناطق مثل دنيا دولينا ووسط البوسنة وغلاسيناك وشمال ألبانيا (حوض نهر مات))، ما أدى في نهاية المطاف إلى تطوير ما يسمى «نظرية الأصليين» للتكوين الإيليري. ويوضح النموذج «الأصلي» بشكل أكثر تفصيلاً من قبل ألويز بيناس وبي. كوفيتش، اللذين جادلا (بعد «فرضية كورغان») بأن «الإيليريين الأوائل» وصلوا في وقت أبكر بكثير، خلال العصر البرونزي بصفتهم هنديين أوروبيين رُحل من السهوب. من تلك النقطة، بدأت الإيليرية تطغى بشكل تدريجي على غرب البلقان، والتي أفضت في النهاية إلى الإيليريين التاريخيين، ومع عدم وجود هجرة مبكرة في العصر الحديدي من شمال أوروبا. لكن لم ينكر التأثير الثقافي الطفيف من حضارات أورنفيلد الشمالية، ولكن «هذه الحركات لم يكن لها تأثير عميق على استقرار البلقان، كما أنها لم تؤثر على التكوين الإثني للإثنيات الإيليرية». 
أثار سيناريو بيناس الشامل للتكوين الإثني الأصلي قلق ألكسندر ستيبشفيتش. ويشير إلى أنه «هل يمكن للمرء أن يلغي مشاركة حاملي حضارة أورنفيلد في التكون الإثني للقبائل الإيليرية التي عاشت في سلوفينيا وكرواتيا الحالية» أو «التأثيرات الهلنستية والمتوسطية على الإيليريين الجنوبيين واللبرنيين؟». ويخلص إلى أن نموذج بيناس لا ينطبق إلا على مجموعات الإيليريين في البوسنة وغرب صربيا وجزء من دالماتيا، حيث كان هناك بالفعل استمرارية للاستيطان والتقدم «الأصلي» لتسلسل الفخار منذ العصر البرونزي. بعد الاتجاهات السائدة في الخطاب حول الهوية في العصر الحديدي في أوروبا، ترفض المنظورات الأنثروبولوجية الحالية النظريات القديمة عن التكوين الإثني طويل الأمد للإيليريين، حتى حيث يمكن إظهار «الاستمرارية الأثرية» لأزمنة العصر البرونزي. إذ يرون بدلاً من ذلك ظهور القبائل الإيليرية التاريخية كظاهرة أحدث - قبل إقرارهم الأول.
يعزى السبب وراء ظهور مجموعات إقليمية أكبر، مثل اللابود والليبورنان والبانون وغيرهم إلى زيادة الاتصالات مع البحر المتوسط وحضارة لاتين. وقد حفز ذلك «تطوير مؤسسات سياسية أكثر تعقيدًا وزيادة الاختلافات بين مجتمعات الأفراد». وتبنت النخب المحلية الصاعدة بشكل انتقائي نماذج حضارات اللاتين أو الهلنستية، وبعد ذلك، الرومانية» من أجل إضفاء الشرعية على الهيمنة وتعزيزها داخل مجتمعاتهم. وكانوا يتنافسون بشدة من خلال التحالف أو الصراع ومقاومة التوسع الروماني. وهكذا، أسسوا تحالفات سياسية أكثر تعقيدًا، والتي أقنعت المصادر (اليونانية الرومانية) برؤيتهم على أنهم هويات «إثنية». وتسلط وجهات النظر المعاصرة الضوء مرة أخرى على أن مصطلح «الإيليريين» كان مصطلحًا «شاملًا» استخدمه اليونانيون والرومان للدلالة على مجتمعات متنوعة خارج إيبروس ومقدونيا. كل منها كان مشروطًا بشكل تفاضلي بعوامل ثقافية وبيئية واقتصادية محلية محددة؛ ولا يقع أي منها في سياق «إيليرية» متماسكة موحدة.